# Croton reitzii
Croton reitzii är en törelväxtart som beskrevs av Lyman Bradford Smith och Robert Jack Downs. Croton reitzii ingår i släktet Croton och familjen törelväxter. Inga underarter finns listade i Catalogue of Life.